# 村井正
村井 正（むらい ただし、1935年1月31日 - ）は、日本の法学者。専門は租税法。関西大学名誉教授。

## 経歴
- 1960年 - 京都大学大学院法学研究科修了（京都大学法学修士）
- 1963～1966年 - ドイツ政府奨学生（DAAD）としてハイデルベルク大学留学
- 1966年 - 京都大学大学院法学研究科博士課程単位取得
- 1966年 - 関西大学法学部専任講師
- 1968年 - 関西大学法学部助教授
- 1975年 - 関西大学法学部教授
- 1986～1988年 - 関西大学法学部長
- 1989～1993年 - 関西大学国際交流センター所長
- 1993～1995年 - 関西大学法学研究所長
- 1995年 - 関西大学名誉教授
- 2013年11月 - 瑞宝中綬章受章[2]

## 著書
- 『新版教材国際租税法』（慈学社、2006年）
- 『国際租税法の研究』（法研出版、1990年）　他
- 『国際租税回避の法政策的研究』（総合研究開発機構・財団法人比較法研究センター、1986年）
- 『租税法と私法』（大蔵省印刷局）
- 『租税法理論と政策』（青林書院）
- 『教材 国際租税法Ⅰ（解説編）・Ⅱ（資料編）』（信山社）
- 『現代租税法の課題』（東洋経済新報社）
- 『公害課税論』、『多国籍企業と課税問題』、『多国籍企業と実施契約』（ミネルヴァ書房）
- 『ＥＵ通貨統合と税制・資本市場への影響』（共著、日本租税研究協会）
- 『国際租税秩序の構築』『金融取引と国際課税』、『法とヨーロッパ統合―21世紀への挑戦』（関西大学法学研究所）
- 『租税法と取引法』（財団法人比較法研究センター）
- 『入門国際租税法』（清文社）